# نیروی هوایی شانزدهم
نیروی هوایی شانزدهم (انگلیسی: Sixteenth Air Force) یا نیروی هوایی سایبری سازمانی از نیروی هوایی ایالات متحده آمریکا است که مسئول جنگ اطلاعاتی است و وظایف آن شامل شامل جمع‌آوری و تجزیه و تحلیل اطلاعات، نظارت، شناسایی، جنگ سایبری و عملیات جنگ الکترونیکی می‌شود. ستاد مرکزی این نیرو در پایگاه مشترک سن آنتونیو-لاکلند در تگزاس قرار دارد.
این سازمان اولین نیروی هوایی شماره‌گذاری‌شده تازه تأسیس توسط نیروی هوایی آمریکا، پس از جنگ جهانی دوم بود. این نیرو در سال ۱۹۵۴ به‌عنوان یک گروه نظامی مشترک برای فرماندهی و کنترل فعالیت‌های نیروی هوایی آمریکا در اسپانیا فعال شد و در سال ۱۹۵۶ به‌عنوان یک نیروی شماره‌دار تعیین شد. در سال ۱۹۵۷ نیروی هوایی شانزدهم تحت فرماندهی هوایی استراتژیک قرار گرفت تا فرماندهی و کنترل پایگاه‌های فرماندهی استراتژیک و واحدهای چرخشی بوئینگ بی-۴۷ استراتوجت را که به اسپانیا و مراکش اختصاص داده شده و مستقر شده بودند، برعهده بگیرد.
در سال ۱۹۶۶ پس از آنکه فرماندهی استراتژیک هوایی نیروهای خود را از اروپا خارج کرد، هنگ ۱۶ نیروی هوایی ایالات متحده به بخشی از نیروهای هوایی ایالات متحده آمریکا در اروپا و آفریقا تبدیل شد و فرماندهی و کنترل نیروهای هوایی آمریکا را ابتدا در اسپانیا و شمال آفریقا و بعداً در ایتالیا و ترکیه تا سال ۲۰۰۶ بر عهده گرفت. بعداً به عنوان بخشی از جنگ علیه تروریسم، به یک نیروی ویژه اعزامی هوایی موقت تحت نظر نیروهای هوایی اروپا و آفریقا تبدیل شد.